# Харчев, Георгий Васильевич
Георгий Васильевич Харчев (4 января 1929, Пошехонье-Володарск, Ярославская губерния — 30 июня 2004, Воронеж) — советский и российский режиссёр и художественный редактор, директор и главный режиссёр Воронежской филармонии (1985—2002 и 2002—2004). Член Союза театральных деятелей Российской Федерации. Заслуженный работник культуры РСФСР (1972).

## Биография
Родился 4 января 1929 года в городе Пошехонье (ныне — Ярославской области) в семье заслуженной артистки РСФСР Марии Ивановны Шишловой.
С 1943 года в период Великой Отечественной войны, в возрасте четырнадцати лет, начал трудовую деятельность в должности актёра в Воронежском государственном драматическом театре. С 1946 по 1950 годы учился в Государственном институте театрального искусства у таких педагогов как М. М. Турханов и И. Я Судаков.
С 1950 по 1958 годы, в течение восьми лет, служил артистом Воронежского государственного драматического театра, на сцене которого сыграл более сорока различных ролей, таких как: Финардо в «Хитроумная влюбленная» и Федерико в «Собаке на сене» (Вега, Лопе де), Клавдио в «Много шума из ничего» (Шекспир, Уильям), Алексей в «В добрый час!» (В. С. Розов), Улдыс в «Вей, ветерок!» (Я. Райнис), Платон Горич в «Горе от ума» (А. С. Грибоедов), Семёнов в «Алексее Кольцове» (В. А. Кораблинов) и Кривой Зоб в спектакле «На дне» (Максим Горький).
С 1958 по 1973 годы, в течение пятнадцати лет, работал режиссёром и художественным редактором Воронежского областного комитета по телевидению и радиовещанию. С 1973 по 1985 годы работал заместителем начальника Управления культуры Воронежской области. С 1985 по 2002 годы в течение семнадцати лет работал художественным руководителем и директором Воронежской филармонии. С 2002 по 2004 годы, до самой своей смерти, работал главным режиссёром Воронежской филармонии. Являлся членом Союза театральных деятелей Российской Федерации, был лауреатом телевизионного музыкального турнира городов России и Премии Ольминского Воронежского отделения Союза журналистов России.
Указом Президиума Верховного Совета СССР «За заслуги в области культуры» Г. В. Харчев был награждён Орденом «Знак Почёта»; 29 марта 1972 года Указом Президиума Верховного Совета РСФСР Г. В. Харчеву было присвоено почётное звание Заслуженный работник культуры РСФСР.
Скончался 30 июня 2004 года, похоронен на Коминтерновском кладбище города Воронежа.

## Награды
- Орден «Знак Почёта»

### Звания
- Заслуженный работник культуры РСФСР (29.03.1972[3])